# Adonisea purpurascens
Adonisea purpurascens là một loài bướm đêm trong họ Noctuidae.